# Chiekōin-dōri
Le Chiekōin-dōri (智恵光院通, Chiekōin-dōri) est une voie du centre nord de Kyoto, dans les arrondissements de Kamigyō et Kita. Orientée nord-sud, elle débute au Kitaōji-dōri, devant le Daitoku-ji, et termine au Takeyamachi-dōri, près du château de Nijō.

## Description

### Situation
Le Chiekōin-dōri est une importante rue de l'extrême sud de l'arrondissement de Kita et du centre-ouest de l'arrondissement de Kamigyō, traversant l'arrondissement de bout en bout. Il touche l'arrondissement de Nakagyō, devant les douves du nord du château de Nijō. Il commence dans le quartier de Murasakinokamitsukiyama-chō (紫野上築山町), devant le Daitoku-ji (大徳寺), et termine dans le quartier de Shuzei-chō (主税町). La rue débute au Kitaōji-dōri et continue en ligne droite jusqu'au Teranouchi-dōri, où elle rencontre l'ancien Shōtenchō-dōri (聖天町通), et est décalée à l'est de 60 mètres. Elle continue ensuite en ligne droite jusqu'au Shimodachiuri-dōri, après laquelle elle bifurque à l'est d'une dizaine de mètres par un musoir. À Marutamachi, la rue est de nouveau décalée de quelques mètres, mais à l'ouest, et termine en ligne droite au Takeyamachi-dōri (竹屋町通), près du château de Nijō. Elle suit le Higurashi-dōri (日暮通), l'Ōmiya-dōri (en) (大宮通) et le Daitokuji-dōri (大徳寺通) à l'est et précède le Bifuku-dōri (美福通), l'Uramon-dōri (裏門通), le Jōfukuji-dōri (浄福寺通) et le Funaokahigashi-dōri (船岡東通) à l'ouest. Elle est la septième rue à partir du boulevard Horikawa (en) (堀川通) et la quatrième rue avant Senbon-dōri (ja) (千本通).
Aucun sens de la circulation n'est indiqué de Kitaōji à Rozanji, mais la chaussée reste trop courte pour deux voies. De Rozanji à Teranouchi, la circulation se fait en sens unique du sud au nord. De Teranouchi à Marutamachi, la rue est large et la circulation se fait dans les deux sens. De Marutamachi à Takeyamachi, la circulation se fait en sens unique du sud au nord. La rue fait environ 2 600 mètres de long.

### Voies rencontrées
Du nord au sud, en sens unique. Les voies rencontrées de la droite sont mentionnées par (d), tandis que celles rencontrées de la gauche, par (g). Seules les rues ayant un nom sont mentionnées.
1. Kitaōji-dōri (北大路通)
2. Kenkunkita-dōri (建勲北通)
3. Kenkunkitanaka-dōri (建勲北中通)
4. Kenkun-dōri (建勲通)
5. Kuramaguchi-dōri (鞍馬口通)
6. Kamigoryōmae-dōri (上御霊前通)
7. Rozanji-dōri (廬山寺通)
8. (g) Hokosan-dōri (鉾参通)[5]
9. Teranouchi-dōri (寺之内通)
10. Kamidachiuri-dōri (上立売通)
11. (g) Monya no zushi (紋屋図子)
12. Itsutsuji-dōri (五辻通)
13. Imadegawa-dōri (今出川通)
14. Nakasuji-dōri (中筋通)
15. Motoseiganji-dōri (元誓願寺通)
16. Sasayachō-dōri (笹屋町通)
17. (g) Yokoshinmei-dōri (横神明通)
18. Ichijō-dōri (一条通)
19. Nakadachiuri-dōri (中立売通)
20. Kamichōjamachi-dōri (上長者町通)
21. Shimochōjamachi-dōri (下長者町通)
22. Demizu-dōri (出水通)
23. Shindemizu-dōri (新出水通)
24. Shimodachiuri-dōri (下立売通)
25. Sawaragichō-dōri (椹木町通)
26. Marutamachi-dōri (丸太町通)
27. Ikuhōkita-dōri (郁芳北通)
28. Ikuhō-dōri (郁芳通)
29. (g) Ikuhōminami-dōri (郁芳南通)
30. (g) Ikuhōshimo-dōri (郁芳下通)
31. Takeyamachi-dōri (竹屋町通)

- Sources : (ja) Université Ritsumeikan Asia Pacific (en), « 近代京都オーバーレイマップ », sur Art Research Center,‎ 2023 (consulté le 20 septembre 2023).

### Transports en commun

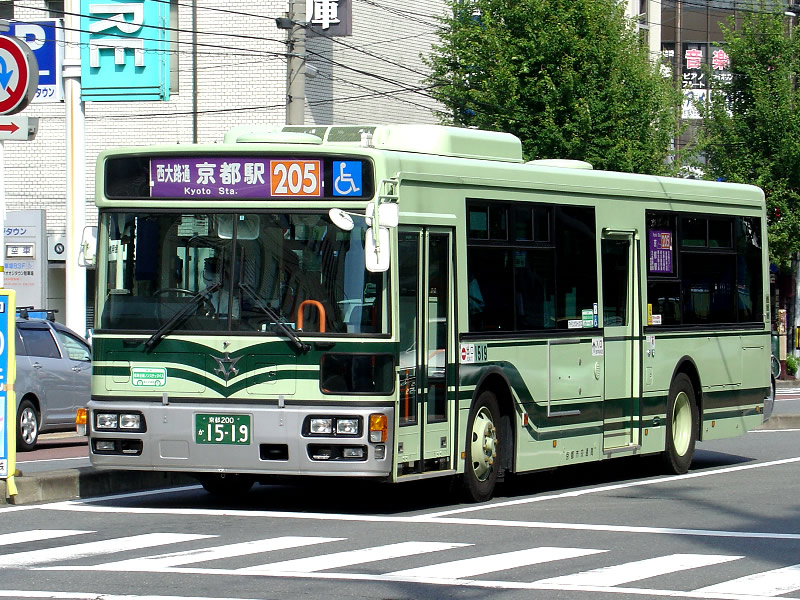
Bus de la ligne 205 sur Kitaōji.

Les bus du réseau d'autobus de Kyoto (ja) ne circulent pas sur la rue. Cependant, dû à son importance, car c'est l'une des rares rues à deux voies dans le centre-ville, plusieurs arrêts sont très proches. Les arrêts les plus proches sont Marutamachi Chiekōin (丸太町智恵光院, lignes 10, 93, 202 et 204), Chiekōin Nakadachiuri (智恵光院中立売, ligne 50), plutôt au carrefour Nakadachiuri - Uramon, Imadegawa Jōfukuji (今出川浄福寺, lignes 51, 59, 201 et 203), coin Imadegawa et Jōfukuji, et Daitokuji-mae (大徳寺前, lignes 1, 12, 204, 205, 206, M1 et 8-Nord), devant le Daitoku-ji et près du Daitokuji-dōri, sur Kitaōji-dōri.

## Odonymie
La rue porte le nom du Chiekō-in (智恵光院), un petit temple bouddhiste de l'école Jōdo fondé en 1294 au carrefour d'Ichijō et Chiekōin-dōri,.
La rue est chantée dans le « Teragokō » (寺御幸), la chanson des rues de Kyoto pour les rues nord-sud,.

## Histoire

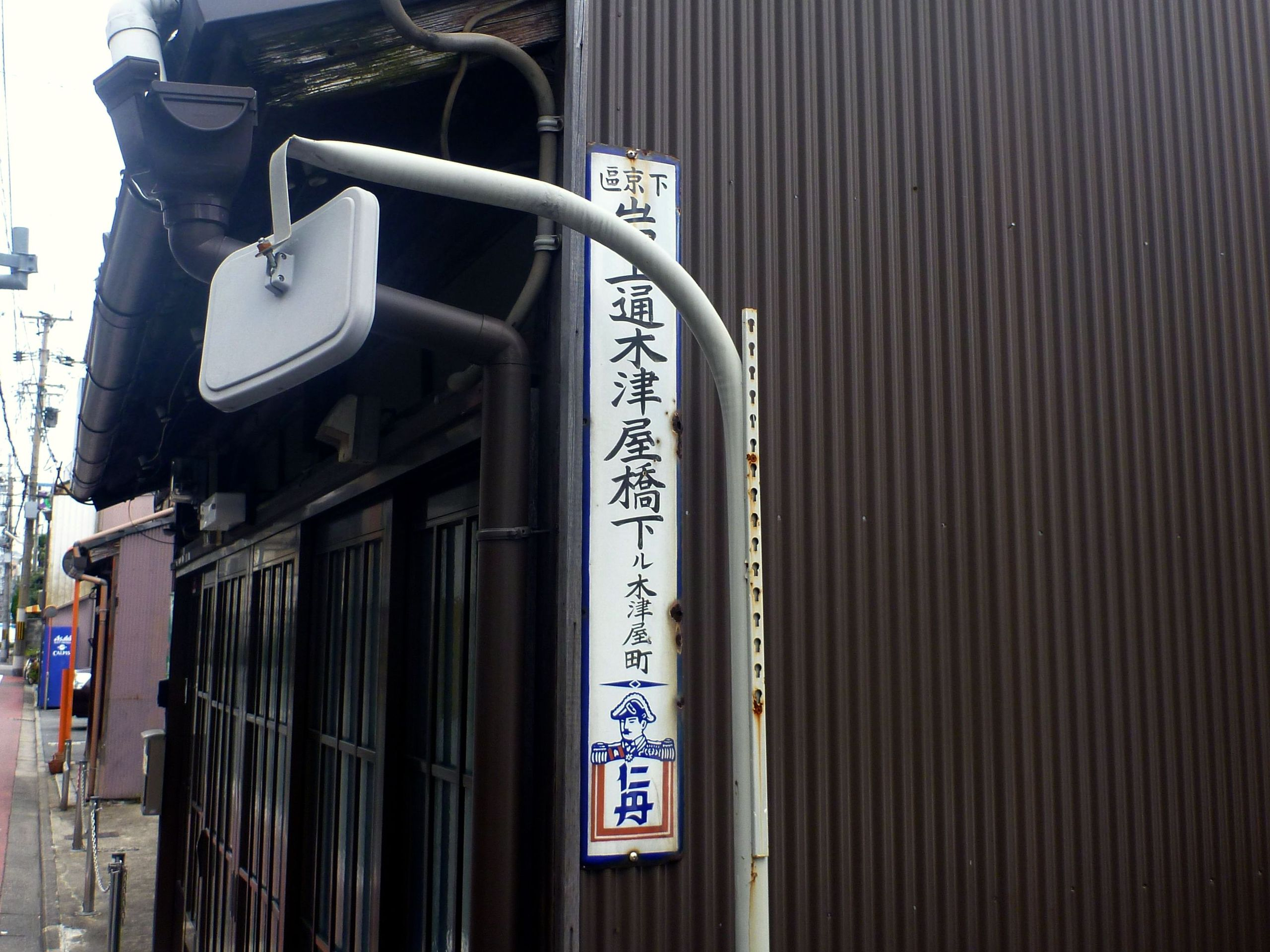
Exemple de plaque de rue posée par Jintan.

La rue ouvre au XVIe siècle, durant le réaménagement de la ville impériale par Toyotomi Hideyoshi,. Le site est auparavant occupé par le palais impérial, qui n'a pas été reconstruit après son dernier incendie en 1227. Jusqu'au milieu de l'Époque moderne, vers le XVIIe siècle, la rue circulait de Rozanji à Ichijō,. Une carte de 1762 montre que la rue s'étendait jusqu'à Shimodachiuri au sud et Rozanji au nord. Du XVIIe siècle jusqu'à l'ère Meiji (1868-1912), la rue s'étendait seulement de Teranouchi à Shimodachiuri, la zone au sud de Shimodachiuri, aux alentours de Marutamachi juste avant le château de Nijō, étant un quartier peu développé où l'on trouvait le Kyoto shoshidai, un poste administratif qui gérait entre autres la prison de Kyoto (en), maintenant à Fushimi, au sud de la ville. La Nouvelle carte de Kyoto de l'ère Taishō (大正最近実測京都市新地図), publiée vers 1913, confirme cela. Le quadrilatère délimité par Higurashi à l'est, Jōfukuji à l'ouest, Shimodachiuri au nord et Marutamachi au sud, a finalement été développé durant l'ère Meiji, confirmé par l'Histoire de l'école Demizu (出水校百年史), publié en 1969,. Ainsi, en 1875, lors du développement du quartier Nakatsukasa (中務町), Chiekōin-dōri est prolongé jusqu'à Marutamachi. En 1929, la rue est enfin prolongée jusqu'à Takeyamachi, à l'occasion d'un rezonage des lieux occupés par les sites ouest de l'exposition de Kyoto (ja), qui s'est déroulée annuellement de 1871 à 1928. Durant l'ère Meiji, la rue est aussi prolongée au nord jusqu'à Kitaōji. Cela est dû au Shōtenchō-dōri (聖天町通), entre Kamidachiuri et Teranouchi, juste à l'ouest de Chiekōin, qui change de nom et devient une partie de Chiekōin-dōri, car le nom Shōtenchō est peu à peu oublié. C'est ainsi que la partie au nord de Teranouchi jusqu'à Kitaōji devient aussi Chiekōin-dōri. De ce fait, entre Teranouchi et Kamidachiuri, il y a effectivement deux rues du nom Chiekōin-dōri, l'une à côté de l'autre,. De la fin de l'époque d'Edo jusqu'à l'ère Meiji, la portion entre Ichijō et Kamichōjamachi était occupée par des résidences de nobles et de samouraïs, plus tard converties en logement pour les plus démunis,. Durant la Seconde Guerre mondiale, pour distancer les zones résidentielles en cas d'incendie, notamment lors des bombardements alliés de 1945, la portion de la rue entre Shimodachiuri et Marutamachi est décalée à l'est dans le quartier Sai'in (西院町) et élargie pour accommoder deux voies,. La portion de rue originale qui ne porte désormais plus le nom de Chiekōin présente toujours des vestiges de cet ancien nom, que l'on trouve sur les plaques de rue placées par l'entreprise pharmaceutique Morishita Jintan (ja) (森下仁丹), ou simplement « Jintan » dans un geste commercial durant le premier quart du XXe siècle,.

## Patrimoine et lieux d'intérêt

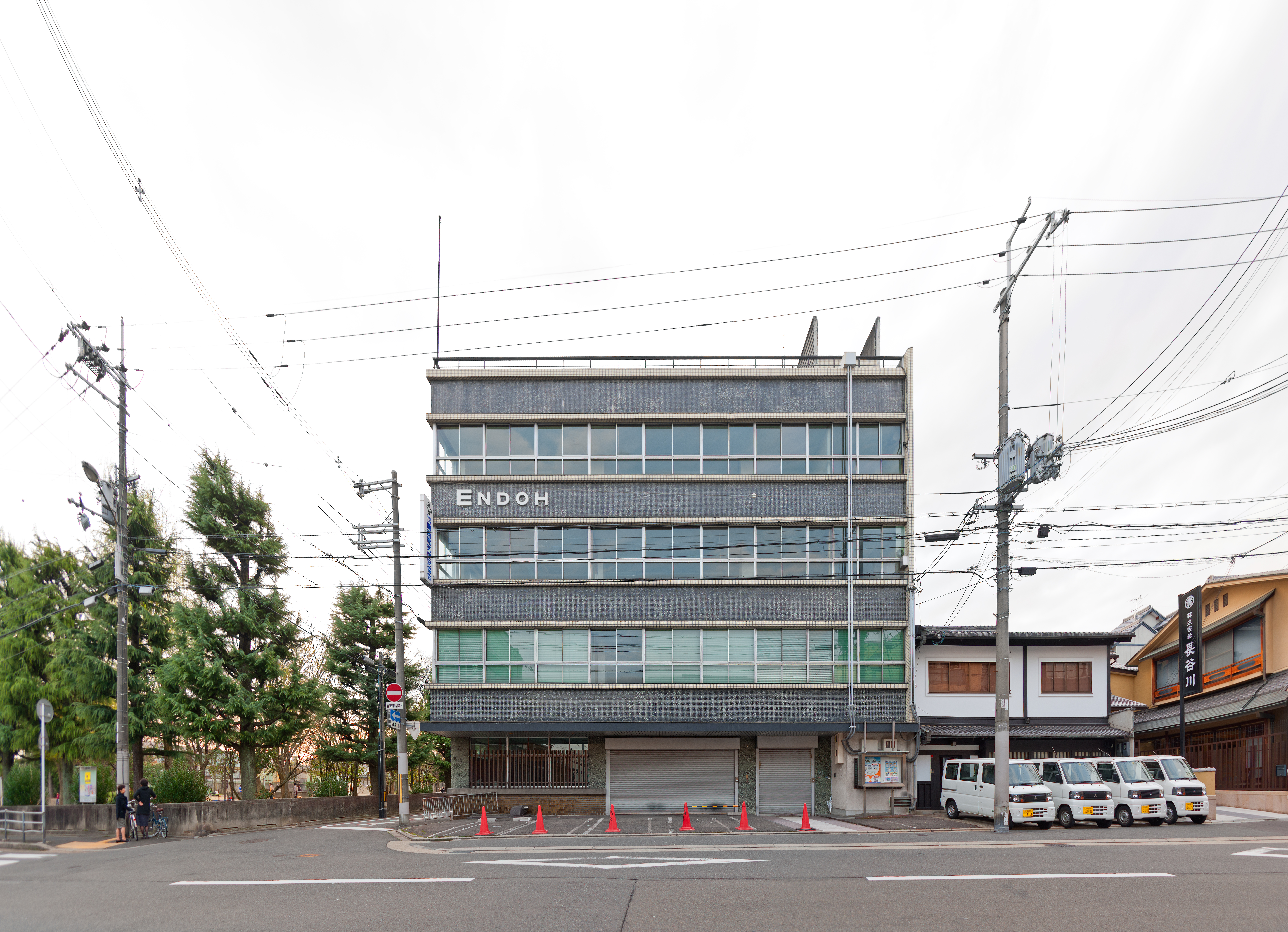
Édifice moderne au carrefour entre Sasayachō et Chiekōin.

La rue traverse plusieurs quartiers de maisons de ville traditionnelles, comme du côté ouest dans Itsutsuji-chō (五辻町), en plus de tours d'habitation modernes, comme Isa-chō (伊佐町). Cependant, une majorité des maisons sont modernes et ont peu de charme historique, probablement dû à la destruction de nombreux bâtiments durant la Seconde Guerre mondiale pour l'élargissement de la rue en prévention de feux de quartiers. D'autres bâtiments à l'intérieur des quartiers auraient été démolis, mais la Guerre s'est terminée avant,.
À son extrémité nord, la rue débute devant le Daitoku-ji, un important complexe bouddhiste datant de 1326 et couvrant 23 hectares. La rue fait face en particulier à la porte sud du complexe et au sous-temple Ōbai-in (黄梅院). Au carrefour avec Imadegawa, côté nord-ouest, se trouve le sanctuaire shinto Kakode Hachiman-gū (ja) (首途八幡宮), qui est situé juste au nord de l'ancien palais impérial. Il était ainsi considéré comme le sanctuaire protecteur du palais impérial,. Entre Imadegawa et Shimodachiuri, la rue passe par-dessus les ruines du Jurakudai (聚楽第), un palais éphémère construit par Hideyoshi à la fin du XVIe siècle,.
Au carrefour avec Ichijō, côté nord-ouest, se trouve le Chiekō-in (智恵光院), dont la rue tire son nom. Le temple original a été construit pour Takatsukasa Kanehira (鷹司 兼平, 1228-1294), fondateur de l'éminente famille du même nom. Le temple a été détruit par de nombreux incendies, dont celui de 1730 dans le Nishijin, quartier textile de la ville, et celui du Tenmei (ja), en 1788. Le bâtiment actuel date de 1788, et le site du temple a été considérablement réduit après les modifications durant la Seconde Guerre mondiale. Juste après Shindemizu, au sud-ouest, se trouve le temple Shōtoku-ji (昌徳寺), fondé en 1603.
Au carrefour avec Shimochōjamachi se trouve du côté nord-est le parc Tatsumi (辰巳児童公園). On y trouve dans ce parc pour enfants un monument commémorant les bombardements aériens durant la Seconde Guerre mondiale, notamment celui du Nishijin, qui a été le plus meurtrier pour la ville,,,. Au carrefour avec Shimodachiuri se trouve le fabricant de sauce soja Yamanaka (山中油店), établi depuis plusieurs décennies. On y trouve aussi des fragments des bombardements aériens alliés.
Le parc Nijō (二条公園) est un parc public se trouvant du côté est de la rue, entre Ikuhō et Takeyamachi,. Se tient maintenant dans le parc le sanctuaire Nue-daimyōjin (鵺大明神), ainsi que l'étang du Nue (鵺池, Nueike), au nord du parc. Dans la chronique du Dit des Heike, il est raconté qu'en 1153, l'empereur Konoe a été réveillé par un Nue dans le palais, créature mythique volante à la tête de singe, au corps d'un tanuki, au membres d'un tigre et à la queue d'un serpent. C'est alors le samouraï et archer aguerri Minamoto no Yorimasa qui arrive et plante une flèche en plein cœur de la créature, la tuant. Il est raconté que la flèche ensanglantée s'est logée dans l'étang, qui a depuis été agrandi et rénové. La rue termine devant les douves du château de Nijō.

Quelques lieux d'intérêts
Sanmon du Daitoku-ji.
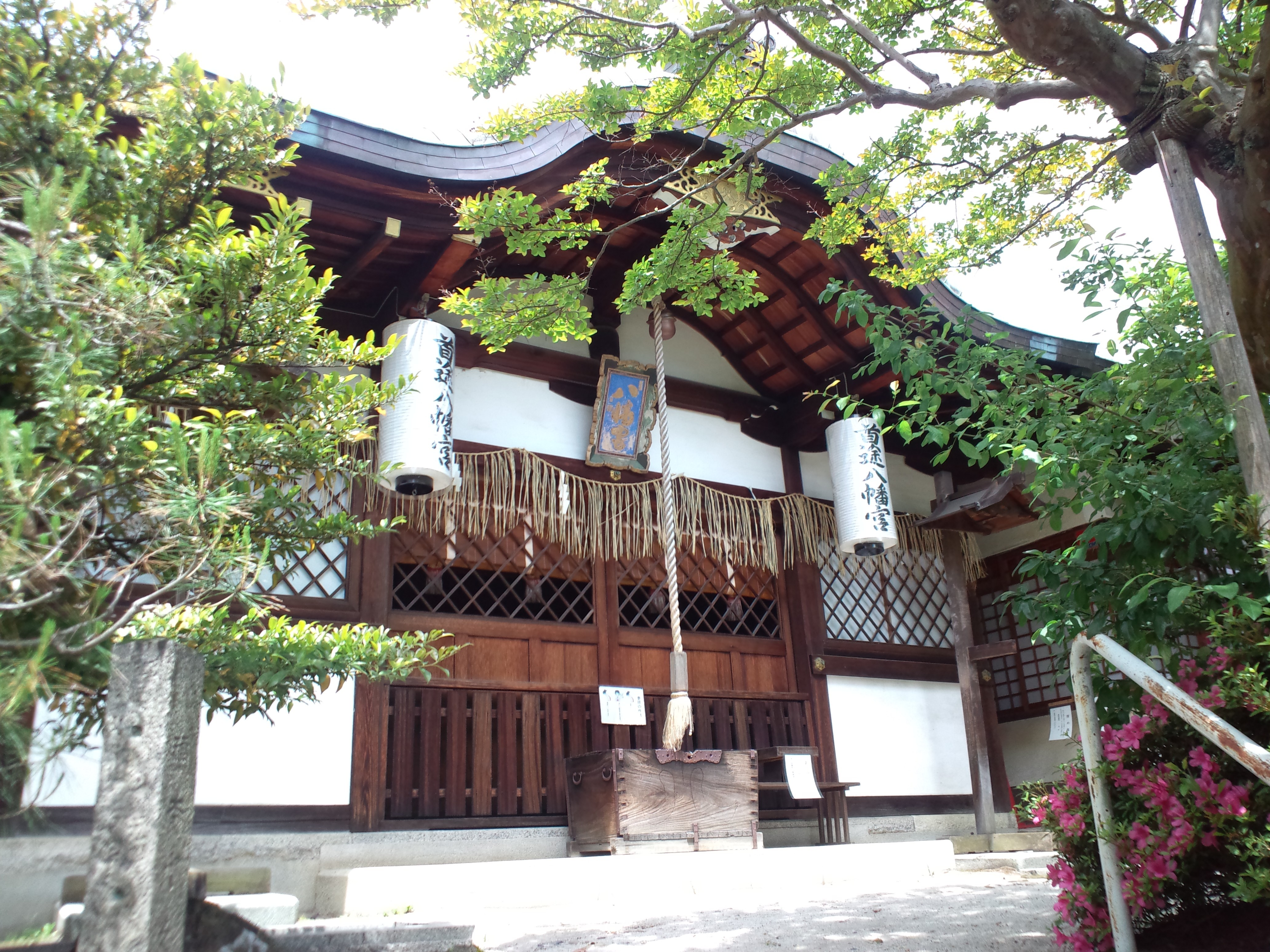
Sanctuaire Kakode Hachiman-gū.
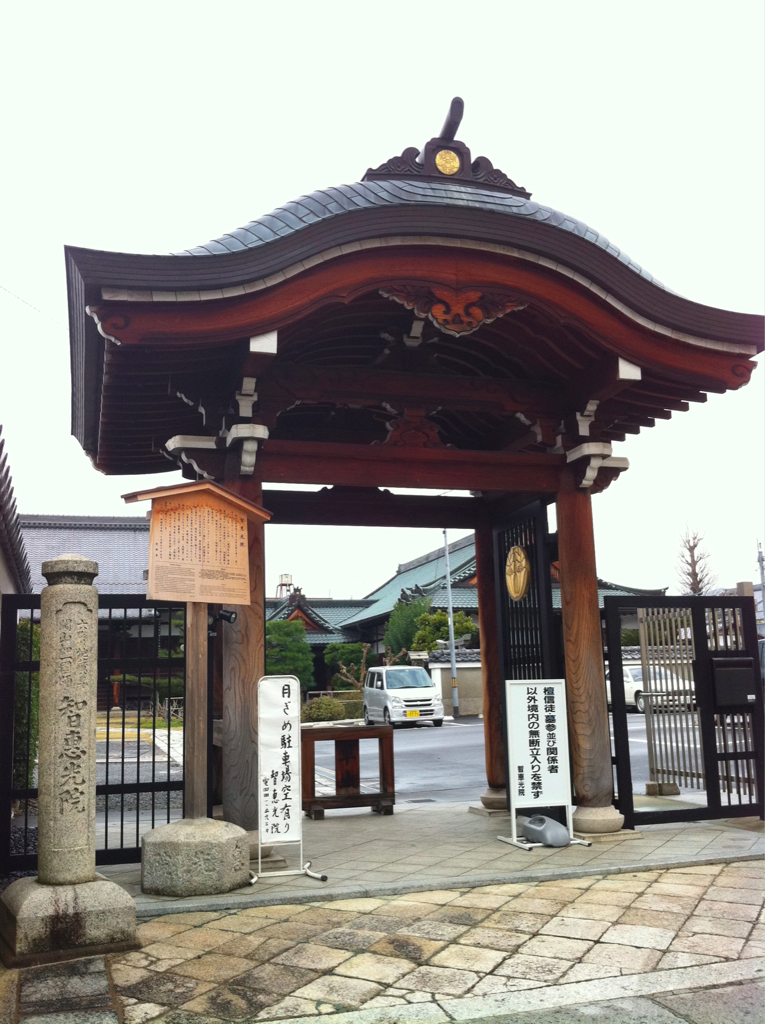
Porte d'entrée du Chiekō-in.
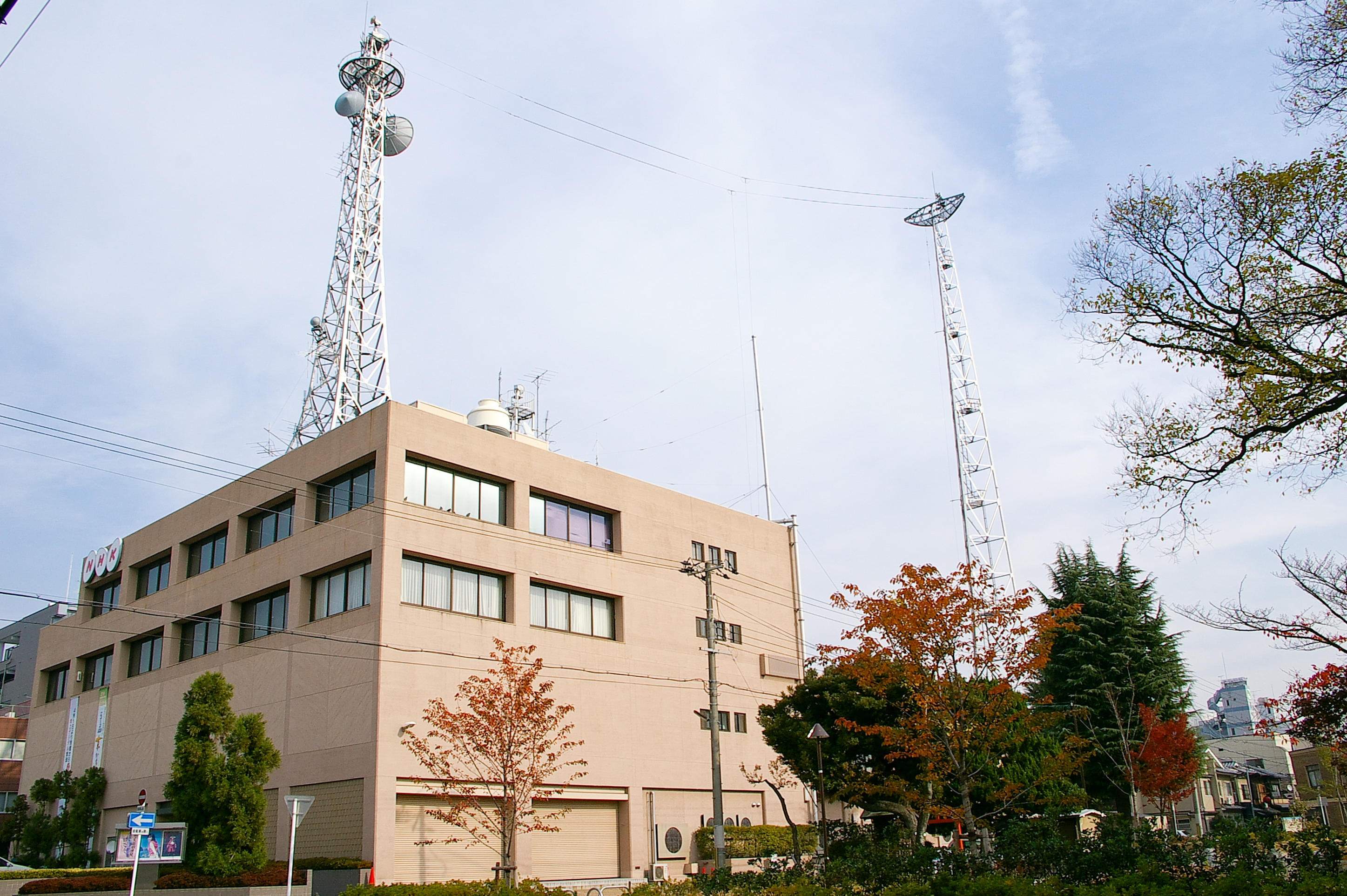
Anciens locaux de la NHK.

## Shōtenchō-dōri

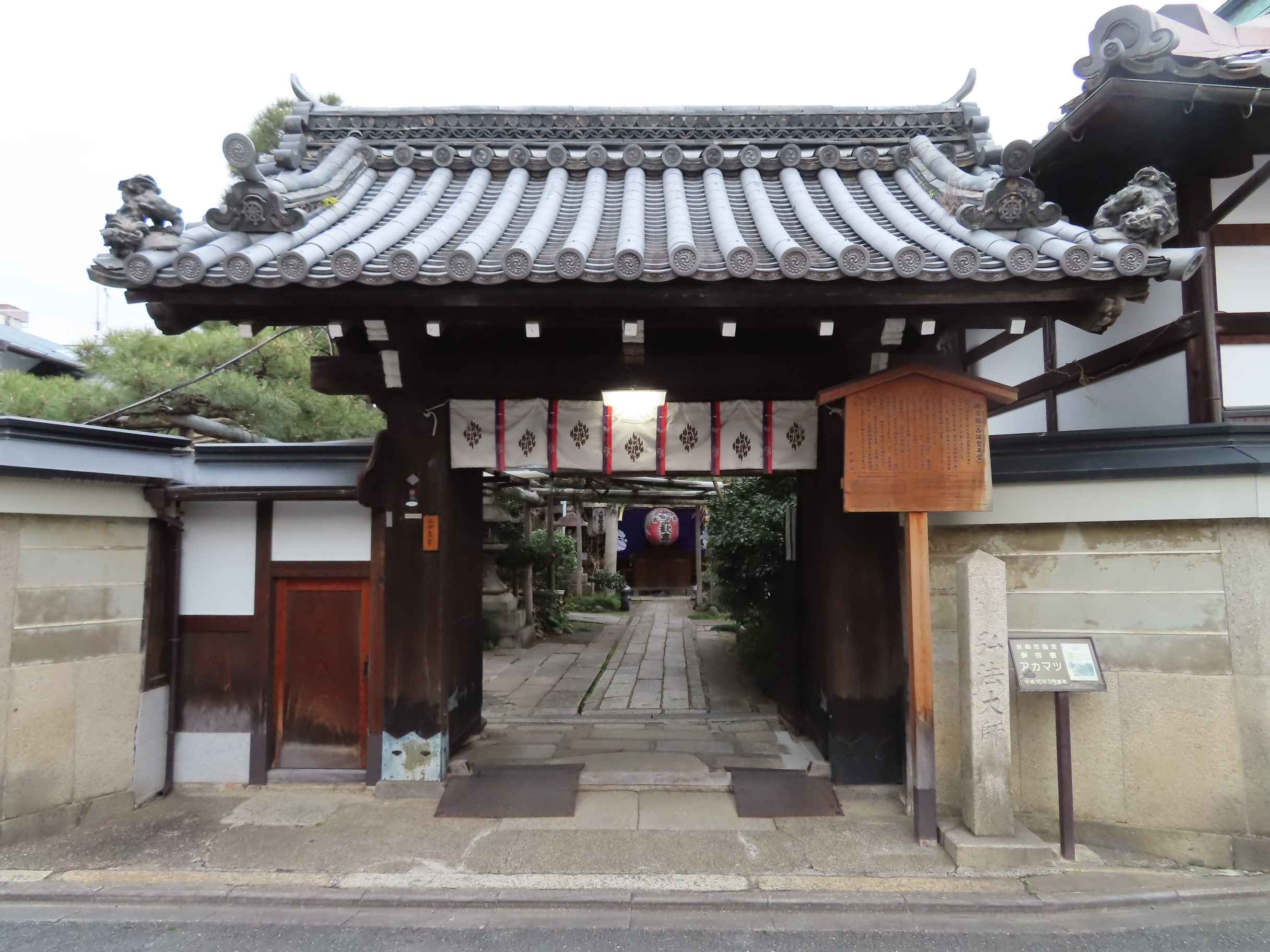
Porte du Nishijin Shōten-gū.

Le Shōtenchō-dōri (聖天町通, Shōtenchō-dōri) est une ancienne voie des arrondissements de Kamigyō et Kita s'étendant de Kamidachiuri-dōri à Kitaōji-dōri. Le nom subsiste comme un autre nom de Chiekōin entre Teranouchi-dōri et Kamidachiuri-dōri. La courte rue était située entre Chiekōin et Jōfukuji. La rue, qui porte le nom du quartier dans lequel il se situe, Shōten-chō, aurait existé jusqu'au début du XXe siècle, ce qui est confirmé par une plaque de rue Jintan portant l'insigne « 聖天町西入 », signifiant « à l'ouest de Shōtenchō ». La rue est aussi attestée pour la première fois en 1637, sur une carte Rakuchū Rakugai (ja), (洛中洛外図), type de carte peinte sur paravent représentant l'intérieur (Rakuchū) et l'extérieur (Rakugai) des limites de la ville impériale. Shōten-chō vient du temple Nishijin Shōten-gū (西陣聖天宮), un autre nom pour le temple bouddhiste Uhō-in (ja) (雨宝院), fondé en 821. Son bâtiment actuel date de 1788, reconstruit après le Grand incendie du Tenmei. Une petite ruelle partant de Shōtenchō-dōri vers Isa-chō s'appelait le « Shōten no zushi » (聖天の辻子),.
Au sud, entre Shimodachiuri et Marutamachi, le nom est partagé par deux rues distinctes, dont le Kyūchiekōin-dōri (旧智恵光院通, « vieille rue Chiekōin »). Cette rue était le tracé original de la rue, qui a été déplacée à l'est, après le réaménagement du secteur durant la Seconde Guerre mondiale. Cette vieille rue fait environ 200 mètres de long.